# Zentrales Arbeitslager Potulice
Koordinaten: 53° 7′ 29″ N, 17° 41′ 12″ O
Das Zentrale Arbeitslager Potulice (polnisch: Centralny Obóz Pracy w Potulicach, COP Potulice) war in den Jahren 1945–1950 ein Internierungs- und Arbeitslager in der polnischen Stadt Potulice.

## Vorgeschichte

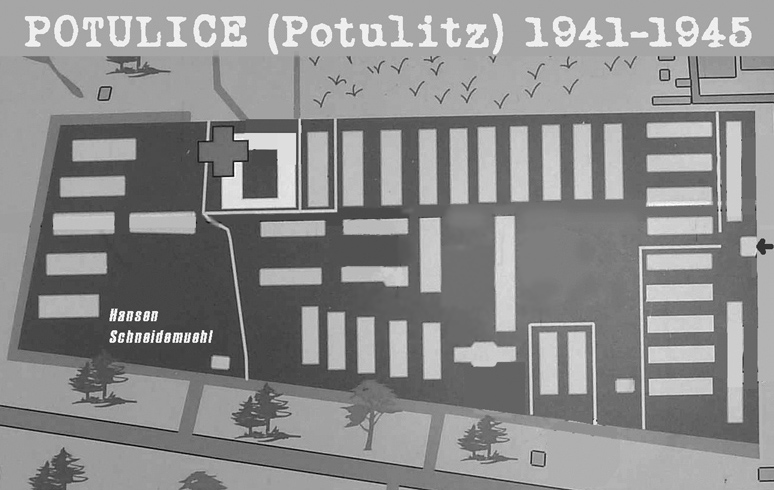
Übersichtsplan des vorherigen Lagers Lebrechtsdorf–Potulitz; die Infrastruktur wurde weitergenutzt.

Im 1939 annektierten und eingedeutschten Potulitz wurde am 1. Februar 1941 ein Lager für die von den Deutschen im Rahmen der „Umsiedlung“ vertriebenen Polen errichtet. Ab 1942 gehörte es organisatorisch zum KZ Stutthof. Zunächst wurden die Kellerräume und Nebengebäude des Palastes Potulice (Villa Potulice) als Lager genutzt. Im Herbst 1942 wurden dann 30 Baracken errichtet. Ab 1942 wurde es auch zum Zwangsarbeitslager (auch Lager Lebrechtsdorf–Potulitz), ab 1943 Lager für Kinder von sowjetischen und polnischen Partisanen. Zeitgleich waren zwischen 1.000 und 6.800 Menschen im Lager interniert, insgesamt waren es 25.000 Menschen. Etwa 1.300 der Internierten starben im Lager.

## Geschichte des Zentralen Arbeitslagers Potulice
1945, nach dem Ende des Zweiten Weltkriegs, wurde die bestehende Infrastruktur für die Errichtung des Zentralen Arbeitslagers Potulice genutzt, in dem etwa 36.000 Deutsche, aber auch antikommunistisch eingestellte polnische Zivilisten und einige Kriegsgefangene untergebracht waren. Die Internierung erfolgte im Kontext der Vertreibung Deutscher aus Mittel- und Osteuropa 1945–1950. Die Gruppe der Volksdeutschen und Mitglieder der Deutschen Volksliste stellten die mit Abstand größte Gefangenengruppe. Unter den Internierten waren anfänglich 1.285 Kinder, im April 1948 waren es 1.100 Kinder unter 12 Jahren. Weitere Internierte entstammten der Polnischen Heimatarmee oder waren Kriegsgefangene aus Tschechien, Ungarn oder Rumänien.
Die Internierten arbeiteten sowohl in Werkstätten innerhalb des Lagers, überwiegend jedoch in der Landwirtschaft, wo sie 1.174,6 ha bewirtschafteten.
Bis Juni 1945 gehörte zum Lager das ehemalige Außenarbeitslager Bromberg-Brahnau des KZ Stutthof im heutigen Stadtteil Łęgnowo; hier internierte die Rote Armee bis Juni 1945 etwa 1.500 Deutsche. Am 24. September 1946 wurden 234 in einem Arbeitslager im Toruńer Stadtteil Rudak (bestand seit Mai 1945) internierte oder diesem zugewiesene Deutsche nach Potulice verlegt, weil das Lager in Toruń aufgelöst wurde. Alle kleineren Lager in den nordöstlichen Woiwodschaften Polens waren dem COP Potulice untergeordnet.
Mindestens 2.915 Menschen starben nachweislich im Lager, zum Teil durch Infektionskrankheiten wie Typhus, Dysenterie oder Tuberkulose oder Mangelernährung; andere Quellen nennen etwa 3.500 Tote. Die Leichen der Deutschen wurden in eine Grube bei der Stadt geworfen und zugeschüttet. Später entstand an dieser Stelle eine Mülldeponie. Kommandiert wurde das COP zunächst von der Milicja Obywatelska, später direkt vom Ministerium für Öffentliche Sicherheit. 1950 wurde das COP Potulice als Lager für Deutsche aufgelöst.

## Spätere Nutzung als Gefängnis
Um 1950/1951 wurde das Arbeitslager zunächst in ein Gefängnis für politische Gefangene umgewandelt. In den Jahren ab 1961 wurde das Gefängnis neu- und umgebaut und entwickelte sich zu einem regulären Gefängnis für Straftäter. 1974 wurde eine Mauer um das Areal errichtet. Heute bietet das Staatsgefängnis Platz für 1.446 Strafgefangene.

## Gedenkstätte

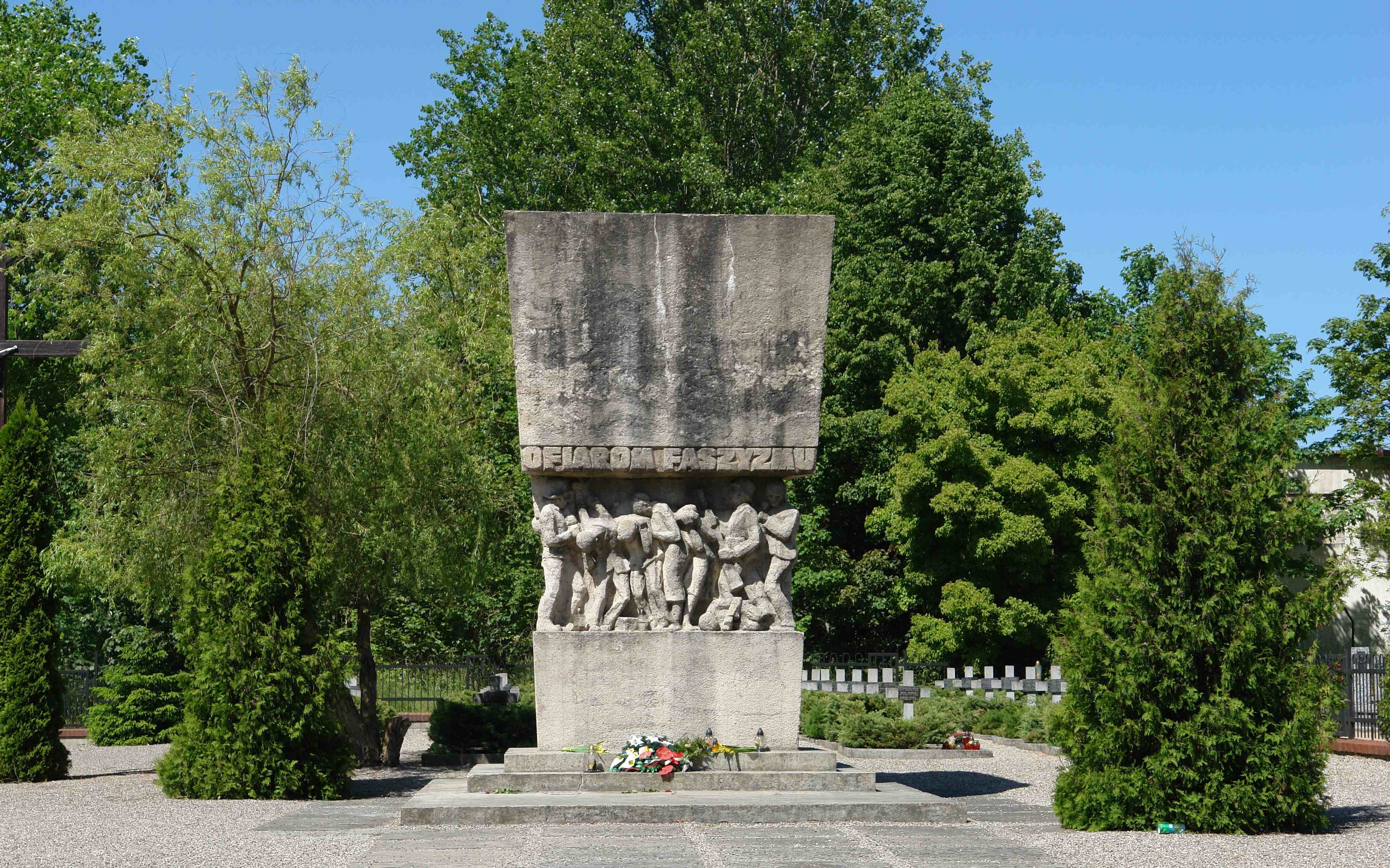
Denkmal für die Opfer beider Lager

Zur Zeit der Volksrepublik Polen war die Erinnerung an das polnische Arbeitslager tabuisiert, dementsprechend konnte erst nach 1998 ein Denkmal für die Opfer der Zeit von 1945 bis 1950 erstellt werden. Eine Gedenkstätte für das vorhergehende Lager zur Zeit des Nationalsozialismus war bereits 1969 errichtet worden. Das Denkmal wurde von George Buczkowski geschaffen. Heute erinnert es an die Opfer beider Lager.